# Christian Herden
Christian Herden (* 29. Juni 1943) ist ein deutscher Jurist und früherer Vorsitzender Richter am Bundesfinanzhof.

## Werdegang
Herden studierte Rechtswissenschaften an der Ludwig-Maximilians-Universität München. Nach der Zweiten Juristischen Staatsprüfung war er zunächst als selbständiger Rechtsanwalt in München tätig. 1972 trat er in den höheren Dienst der Finanzverwaltung des Freistaats Bayern ein. Von hier aus wurde er 1977 für 4 Jahre als wissenschaftlicher Mitarbeiter an den Bundesfinanzhof abgeordnet. Ab 1981 war Herden als Richter am Finanzgericht München tätig.
Am 1. April 1985 wurde Herden zum Richter am Bundesfinanzhof ernannt, wo er zunächst dem für die Besteuerung von Einzelgewerbetreibenden, Investitionszulagen und bis 1989 auch für bestimmte Verfahren zum Bewertungsrecht zuständigen III. Senat angehörte. Am 28. Juni 2000 wurde er zum Vorsitzenden Richter ernannt und wechselte in den IV. Senat, in dessen Zuständigkeitsbereich Rechtsstreitigkeiten über die Besteuerung von Personengesellschaften und von Einkünften aus Land- und Forstwirtschaft fallen.
Am 2. Juli 2008 wurde er in den Ruhestand verabschiedet.
Er war von 2009 bis 2013 nichtberufsrichterliches Mitglied des Bayerischen Verfassungsgerichtshofes.
Seit 1972 ist er Mitglied der Studentenverbindung Landsmannschaft Südmark Innsbruck im SB.